# احمد سامی
احمد سامی (عربی مصری: أحمد سامي سعد أبو العينين؛ زادهٔ ۱ آوریل ۱۹۹۲) بازیکن فوتبال اهل مصر است که در حال حاضر برای باشگاه فوتبال پیرامیدز بازی می‌کند. 
وی همچنین در تیم ملی فوتبال مصر بازی کرده است.